# 法比安·莊臣
法比安·莊臣（Fabian Johnson，1987年12月11日—）美國足球運動員，司職後衛。現為德國甲組聯賽球隊慕遜加柏足球會及美國國家足球隊球員。他生於慕尼黑，曾先後效力於德甲球隊1860慕尼黑、禾夫斯堡、賀芬咸。2014年免費轉會至慕遜加柏。

## 榮譽

### 國際賽
德国 U21
- 歐洲U-21足球錦標賽：2009